# Bataille de Mukden
 (avril 2016).
Si vous disposez d'ouvrages ou d'articles de référence ou si vous connaissez des sites web de qualité traitant du thème abordé ici, merci de compléter l'article en donnant les références utiles à sa vérifiabilité et en les liant à la section « Notes et références ».
Guerre russo-japonaise
Batailles
- Port-Arthur (1re)
- Chemulpo
- Yalou
- Nanshan
- Te-li-Ssu
- Incident du Hitachi Maru
- Col de Motien
- Tashihchiao
- Port-Arthur (2e)
- Hsimucheng
- Mer Jaune
- Ulsan
- Korsakov
- Liaoyang
- Cha-Ho
- Sandepu
- Mukden
- Tsushima
- Invasion de Sakhaline

La bataille de Mukden, ou de Moukden selon l'orthographe française en usage à l'époque, est la bataille terrestre décisive de la guerre russo-japonaise s'étant déroulée du 20 février au 10 mars 1905 au sud de Fengtian (actuellement Shenyang) en Mandchourie. 
Ayant opposé plus de 600 000 hommes (340 000 soldats russes commandés par le général Kouropatkine, et 270 000 soldats japonais sous les ordres du maréchal Ōyama Iwao) sur un même champ de bataille, elle est le plus grand affrontement terrestre de l'époque contemporaine antérieur à la Première Guerre mondiale. 
Le compositeur russe Chatrov, présent lors des combats en tant que chef d'orchestre du régiment de Mokchan (en) compose en 1906 la valse Sur les collines de Mandchourie, relatant ses expériences sur le champ de bataille.

## Contexte

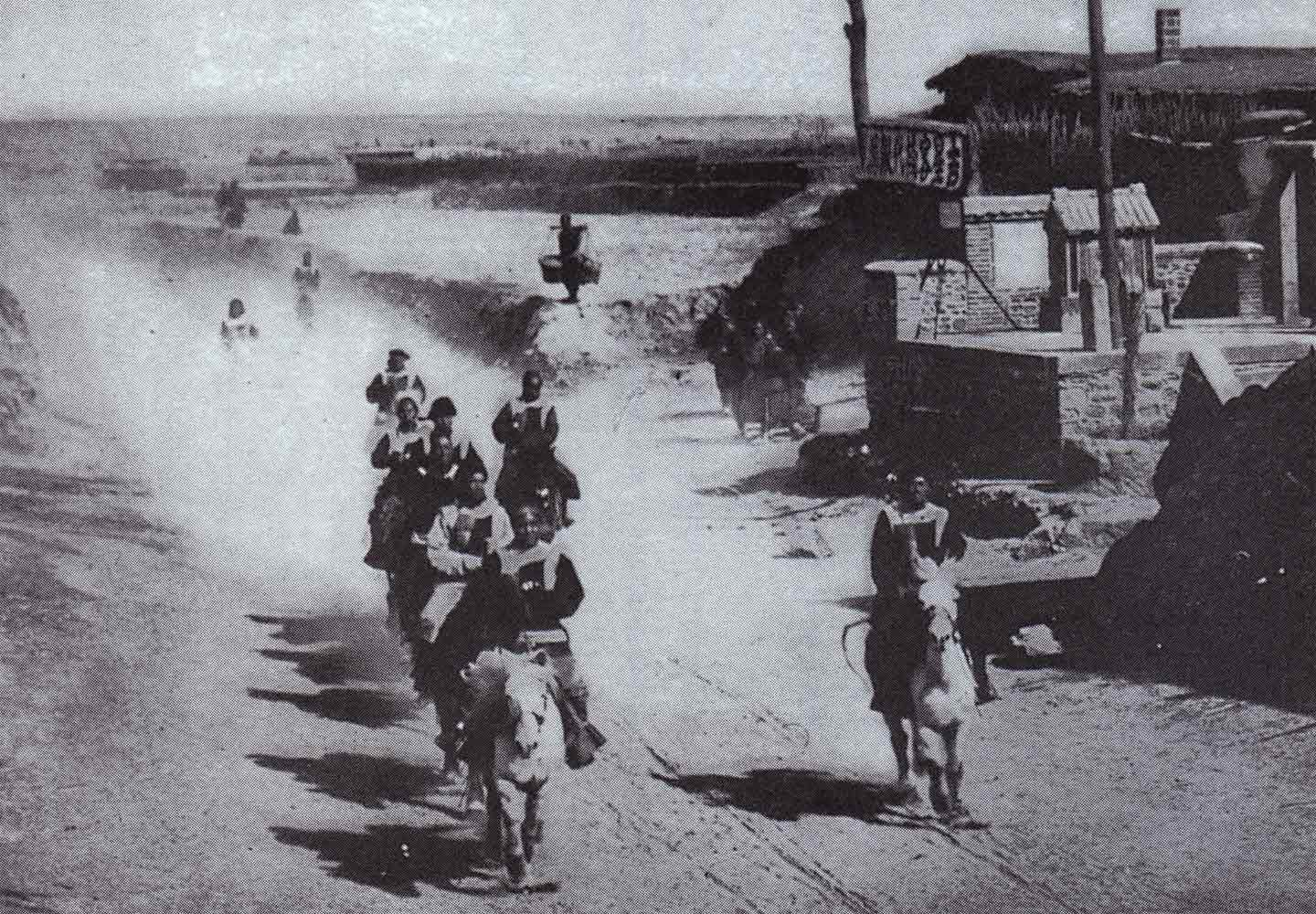
Cavalerie chinoise.

Les Japonais venaient de prendre Port-Arthur, ce qui leur donnait un ascendant moral sur les Russes et libérait leurs forces pour appuyer celles qui étaient déjà aux prises avec les Russes sur le front de Moukden. Le général Nogi avait augmenté les troupes de la 3e armée impériale japonaise d'un tiers et le général Kawamura, avec sa 5e armée, venait en appoint. Les cinq armées japonaises, bien équipées, étaient commandées par le maréchal-prince Ōyama.
Après la bataille de la péninsule de Liao-Yang, d'août à septembre 1904, les Russes avaient reculé au sud de Moukden. Leur contre-attaque, lors de la bataille de Shaho, n'avait réussi qu'à freiner temporairement l'avance des Japonais. Une seconde contre-offensive russe, du 25 au 29 janvier 1905 à Sandepou, avait elle aussi échoué. Avec l'arrivée des renforts, les Japonais pouvaient accentuer leur offensive. 
D'autant qu'il était préférable pour eux d'obtenir la décision terrestre avant l'arrivée toute prochaine, après de longs mois de traversée, de la Flotte de la Baltique.

## Forces en présence
La bataille eut lieu en plein hiver, la région était enneigée sous une température frôlant parfois −20 °C. Les cours d'eau étaient gelés et ne constituaient plus un obstacle, ce qui aura son importance. 
La ligne de front russe, au sud de Moukden sur à peu à près 155 km et selon la direction ouest-est, était en terrain plat sur la droite (à l'ouest) et plus accidenté à l'est. La ligne de chemin de fer de Moukden, selon l'axe nord-sud, marquait le centre du dispositif. Plus de 2 500 pièces de canon ont été mises en ligne. 
Sur le flanc droit, la 2e Armée de Mandchourie était commandée par le général-baron von Kaulbars (qui venait de remplacer par intérim le général Grippenberg) avec 79 escadrons et 120 bataillons. Au centre se trouvait la 3e Armée de Mandchourie, commandée par le général-baron von Bilderling avec 19 escadrons et 72 bataillons. Elle tenait les principales voies d'accès et le chemin de fer.
Le front oriental était tenu par la 1re Armée de Mandchourie, commandée par le général Liniévitch avec 49 escadrons et 133 bataillons. Les trois-quarts de la cavalerie russe y étaient engagés, sous le commandement du général von Rennenkampf.
Ainsi le général Kouropatkine s'était-il privé de moyens offensifs, sinon en affaiblissant dangereusement le front oriental. Il pensait que les Japonais attaqueraient sur le front oriental, car ils étaient à l'aise sur les reliefs accidentés et la présence de la 11e division qui avait combattu à Port-Arthur le renforçait dans ses convictions.
Du côté japonais, de droite à gauche (d'est en ouest), le dispositif était composé de la 5e armée du général Kawamura, la 4e armée (général Nozu), la 1re armée (général-comte Kuroki) à l'est du chemin de fer, et la 2e armée du général Oku était à l'ouest ; la 3e armée du général Nogi, venue de Port-Arthur, se tenait cachée derrière la 2e armée en attendant les combats. 
Le plan du maréchal Ōyama était de former un croissant avec ses cinq armées, afin d'encercler Moukden et de couper toute éventuelle retraite de la part des Russes. Il avait exclu de combattre dans la ville-même de Moukden, pour éviter les victimes civiles : pendant toute cette guerre, la politique japonaise était de garder les Chinois de leur côté. À l'est, la 5e armée, qui n'était constituée que de la 11e division et comportait beaucoup de réservistes, ferait diversion, à l'ouest la 3e envelopperait les Russes par l'ouest pendant que les autres armées livreraient des combats de fixation et porterait l'estocade une fois l'armée russe encerclée.

## Bataille

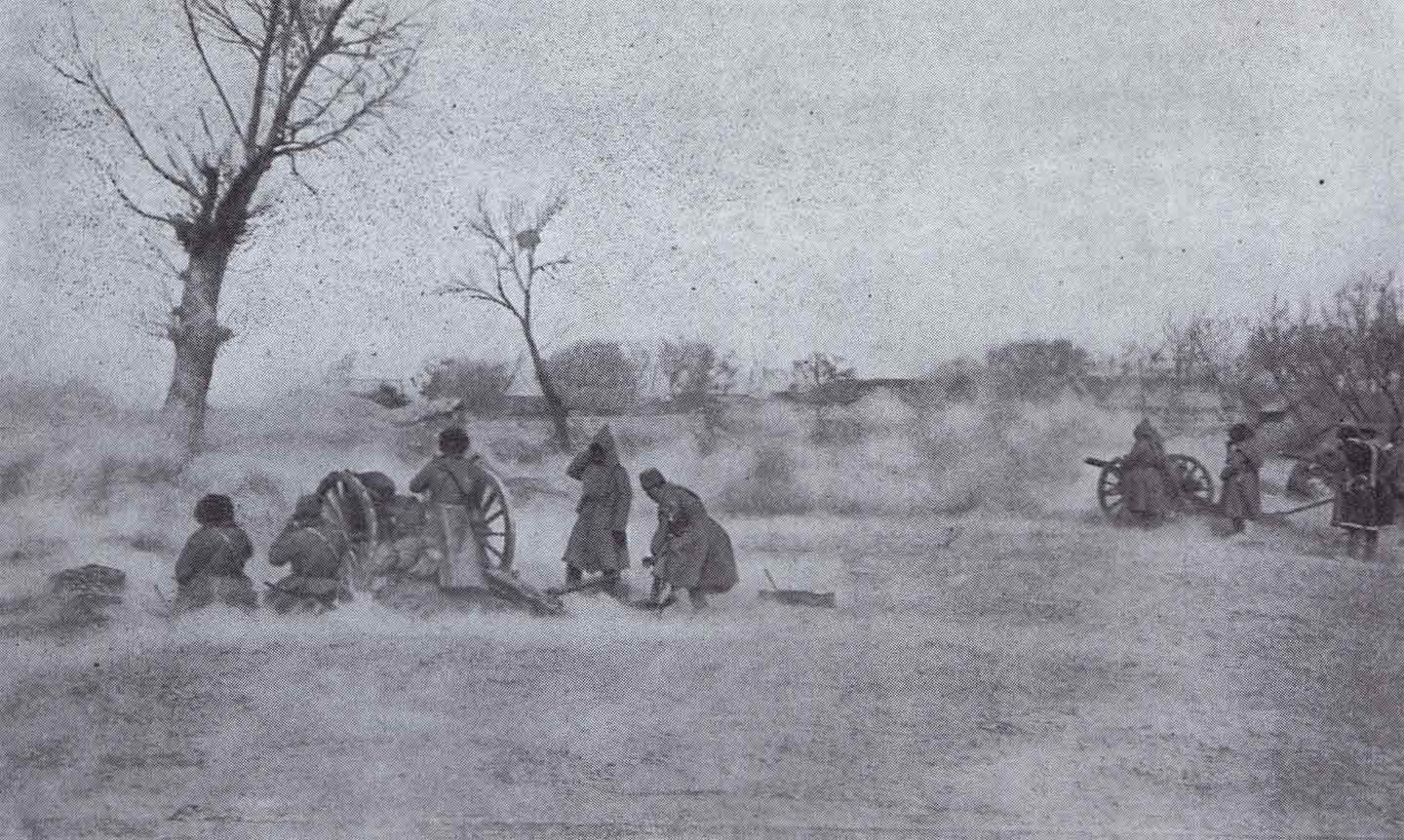
Canons russes

Les Japonais de la 5e armée attaquèrent le flanc gauche des forces russes, le 20 février 1905. Le 27 février, la 4e armée attaqua le flanc droit. Le même jour, la 3e armée se mit en mouvement en un grand cercle au nord-ouest de Moukden.
Le 1er mars 1905, l'action sur le terrain était plutôt freinée par de lourdes pertes chez les Japonais qui avançaient lentement ; mais les attaques russes du 2 au 6 mars furent sans résultat, et à l'ouest la 3e armée japonaise progressait vers ses objectifs. Pour la contrecarrer, le 7 mars, inquiet, Kouropatkine décida de retirer des forces du front oriental et de commander lui-même sur le terrain. Les Japonais s'étaient saisis de la ligne de chemin de fer.
Le mouvement russe d'est en ouest fut mal coordonné. Les 1re et 3e armées de Mandchourie furent réduites au chaos. Le général Samsonov accusa le général von Rennenkampf de pas lui avoir porté assistance. La rivière Houn-Ho était gelée, les Japonais purent la traverser sans peine et poursuivre les Russes. Kuroki coupa la route de Moukden à Founchoun. Le général Kouropatkine ordonna la retraite, profitant du mauvais temps et du fait que l'encerclement n'était pas complet ; cependant les pertes étaient considérables, car la retraite se faisait sous le feu de l'artillerie ennemie, au nord, et sous la pression japonaise. Le général Nozu lança aussi ses forces contre les Russes.
Le 10 mars 1905, les Japonais occupèrent Moukden, au prix de lourdes pertes. Ils arrêtèrent le combat à 30 km des forces russes en retraite.

## Mission militaire française auprès de l'armée japonaise
Une « mission militaire française près l'Armée japonaise », au titre d'officiers étrangers observateurs, suivra sur le terrain toutes les opérations militaires, notamment pour observer le déroulement de la bataille de Mukden. Le gouvernement français détachera 4 officiers en Mandchourie pendant toute la durée de la guerre russo-japonaise de 1904-1905. Le colonel Charles Corvisart (cavalerie) et le capitaine Payeur (artillerie) observeront la bataille au sein de la 1re armée japonaise. Le lieutenant Charles-Émile Bertin (infanterie) et le colonel Lombard (infanterie coloniale) observeront la bataille à la seconde armée. Ils continueront leur mission d'observation jusqu'à la conclusion de la paix. Le capitaine Bertin ne quittera le sol japonais, pour rentrer en France, que le 22 janvier 1906.

## Conclusion

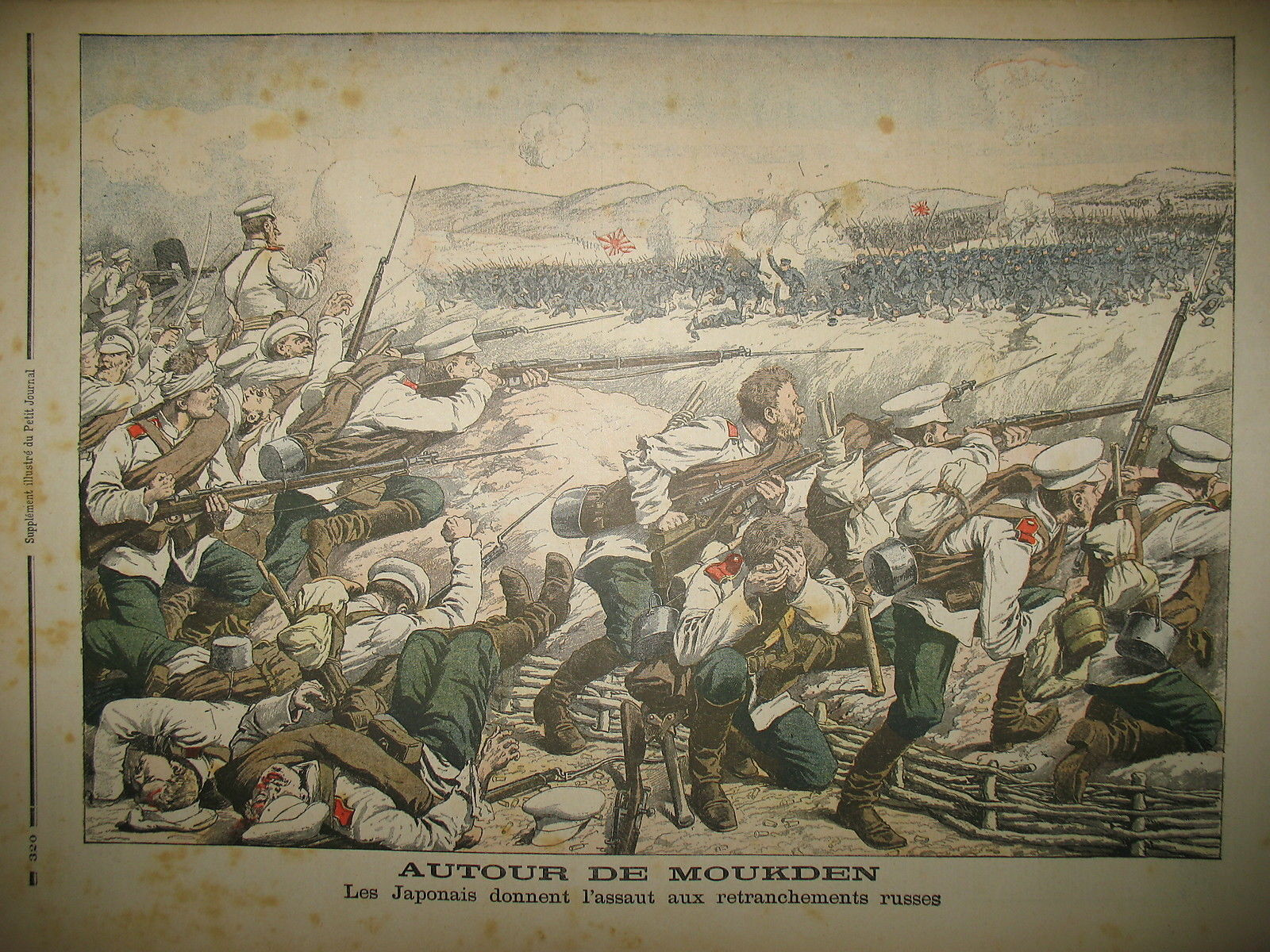
Bataille de Moukden

Les pertes russes en hommes s'élevèrent à environ 60 000 tués et blessés et un peu de moins de 30 000 disparus (dont les trois quarts avaient en réalité été faits prisonniers par l'ennemi). Les Japonais perdirent quant à eux près de 70 000 hommes (tués, blessés et prisonniers). Les Russes, échappant de justesse à l'anéantissement complet, avaient fui vers Tieling et vers le nord à 175 km, laissant un grand nombre de blessés et de prisonniers plus au sud. 
Le général Kouropatkine fut relevé de son commandement en faveur du général Liniévitch. La défaite fut un terrible choc pour l'opinion publique russe et européenne : pour la première fois, une petite nation asiatique avait vaincu une grande puissance européenne dans une grande bataille. Même si la Russie était loin d'avoir engagé toutes ses ressources dans cette guerre, son moral était touché. 
Côté nippon, les objectifs terrestres étaient atteints, et il n'était pas envisageable de porter la guerre encore plus loin en territoire russe. L'armée de terre japonaise était aux limites de ses capacités de ravitaillement et la guerre pesait lourd sur l'économie. 
La négociation était donc proche, même s'il fallut attendre que les Japonais détruisent la flotte de la Baltique (dernier espoir de l'Empire) à Tsushima et pénètrent en territoire russe à Sakhaline pour pousser les Russes à la paix.